# Placówka Straży Celnej „Słobódka”

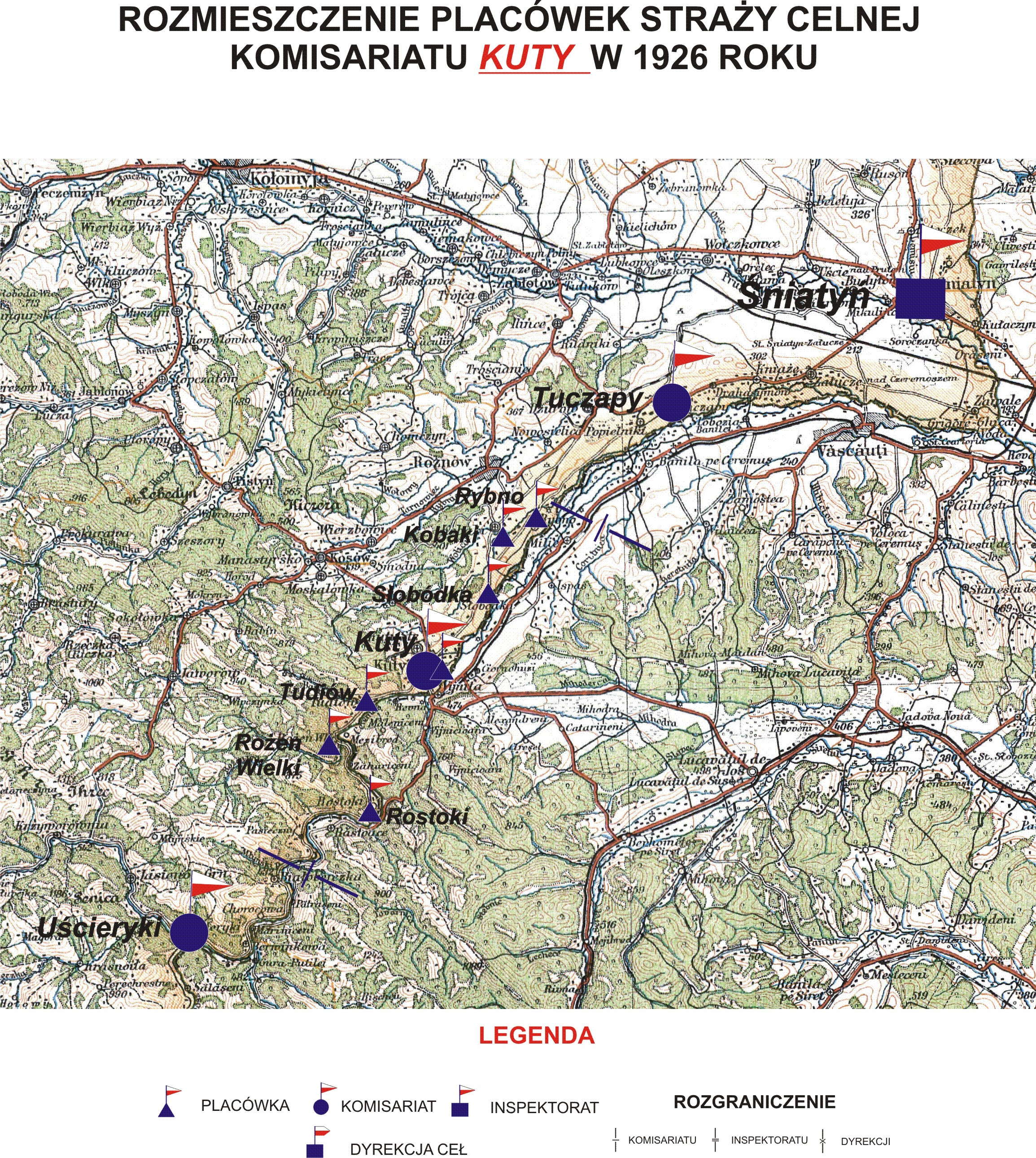
Rozmieszczenie placówek komisariatu SC Kuty w 1926 r.

Placówka Straży Celnej „Słobódka” – jednostka organizacyjna Straży Celnej pełniąca w okresie międzywojennym służbę ochronną na granicy polsko-rumuńskiej.

## Formowanie i zmiany organizacyjne
Na wniosek Ministerstwa Skarbu, uchwałą z 10 marca 1920 roku, powołano do życia Straż Celną. Jednostki Straży Celnej rozpoczęły przejmowanie odcinków granicy od pododdziałów Batalionów Celnych. W 1921 roku w Kutach stacjonował sztab 3 kompanii 11 batalionu celnego. Kompania wystawiała między innymi placówkę w Słobódce. Proces tworzenia Straży Celnej trwał do końca 1922 roku. Placówka Straży Celnej „Słobódka” weszła w podporządkowanie komisariatu Straży Celnej „Kuty” z Inspektoratu SC „Śniatyn”.
W drugiej połowie 1927 roku przystąpiono do gruntownej reorganizacji Straży Celnej. W praktyce skutkowało to rozwiązaniem tej formacji granicznej. Ochronę północnej, zachodniej i południowej granicy państwa przejęła powołana z dniem 2 kwietnia 1928 roku Straż Graniczna.
Rozkazem nr 5 z 16 maja 1928 roku w sprawie organizacji Małopolskiego Inspektoratu Okręgowego dowódca Straży Granicznej gen. bryg. Stefan Pasławski powołał komisariat Straży Granicznej „Kosów”, ale dopiero rozkazem nr 1 z 29 stycznia 1934 roku w sprawach [...] zmian przydziałów, komendant Straży Granicznej płk Jan Jur-Gorzechowski utworzył placówkę I linii „Słobódka”.

## Funkcjonariusze placówki
Kierownicy placówki
| stopień          | imię i nazwisko, numer | okres pełnienia służby | kolejne stanowisko |
| ---------------- | ---------------------- | ---------------------- | ------------------ |
| starszy strażnik | Antoni Flak (579)      | był w 1926             |                    |

Obsada personalna placówki w 1926:
- starszy strażnik Antoni Flak (579)
- starszy strażnik Leon Szukała (75)
- strażnik Maksymilian Krystek (548)
- strażnik Władysław Nowacki (595)
- strażnik Stefan Rembacz (602)
- strażnik Szczepan Błażejak (1237)
- strażnik Franciszek Biernat (1199)
- strażnik Jan Stildt (910)
- strażnik Stanisław Sobisiak (604)
- strażnik Leon Wesołowski (2092)
- strażnik Jan Leśniczak (2137)
- strażnik Bronisław Ratajczak (468)